# Dinard Ladies Open
Het Dinard Ladies Open of Open Generali de Dinard was een jaarlijks golftoernooi in Frankrijk, dat deel uitmaakte van de Ladies European Tour Access Series. Het werd opgericht in 2010 en vond sindsdien telkens plaats op de Dinard Golf in Saint-Briac-sur-Mer. Het laatste toernooi was in 2015.
Het toernooi werd gespeeld in een strokeplay-formule van drie ronden (54-holes) en na de tweede ronde werd de cut toegepast. 

## Winnaressen
| Jaar | Winnares             | Score | Score | Info                                 |
| ---- | -------------------- | ----- | ----- | ------------------------------------ |
| 2010 | Jade Schaeffer       | 208   | –2    | [ 1 ]                                |
| 2011 | Julie Maisongrosse   | 197   | –13   | [ 2 ]                                |
| 2012 | Carly Booth po       | 206   | –1    | Won de play-off van Marion Ricordeau |
| 2013 | Monica Christianse   | 137   | –1    | 36-holes (weersomstandigheden)       |
| 2014 | Valentine Derrey     | 201   | –6    | [ 5 ]                                |
| 2015 | Sophie Giquel-Bettan | 207   | -9    |                                      |

| Toernooirecord |  | po = winnares na play-off |

 Association Suisse de Golf Ladies Open ·
 Kristianstad Åhus Ladies Open ·
 Sölvesborg Ladies Open ·
 OCA Augas Santas International Ladies Open ·
 Open Generali de Dinard ·
 Pilsen Golf Challenge ·
 Royal Belgian Golf Federation LETAS Trophy ·
 Ingarö Ladies Open ·
 Ladies Norwegian Challenge ·
 Onsjö Ladies Open ·
 HLR Golf Academy Open ·
 Mineks & Regnum Ladies Classic ·
 Open Generali de Strasbourg ·
 Azores Ladies Open ·
 Grecotel Amirandes Ladies Open ·
 WPGA International Challenge